# Grottes d'Ikaburu
Les grottes d'Ikaburu (ou grottes d'Urdazubi) sont un site archéologique situé dans la commune de Urdazubi (communauté forale de Navarre) dans la communauté du Pays basque en Espagne,.

## Historique
Ce sont une série de grottes situées à Leorlaz à 1,3 km d'Urdazubi. La rivière Urtxuma a été créée par l'érosion il y a environ 14 000 ans. Elles sont surtout connues pour la contrebande qui y transitait autrefois.
La grotte d'Ikaburu a été découverte par un berger en 1808. Les vestiges d'industrie lithique qui y ont été retrouvés révèlent qu'il était habité par l'homme préhistorique 
Ces grottes peuvent être visitées toute l'année, toujours avec des guides spécialisés. La visite dure environ 40 min sur un parcours éclairé donnant accès à trois salles : Salón de Recepciones, Sala de los Tres Reyes et Sala de las Columnas.
Un itinéraire (SL NA-16 Chemin des Grottes) relie toutes les grottes de Xareta (eu) : Urdazubi, Sare et Zugarramurdi.
Depuis 2015, la Journée de la grotte d'Ikaburu est célébrée en juillet, avec de nombreuses activités pour toute la famille.

## Galerie

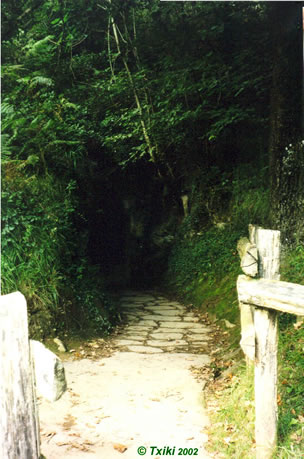
Entrée de la grotte.
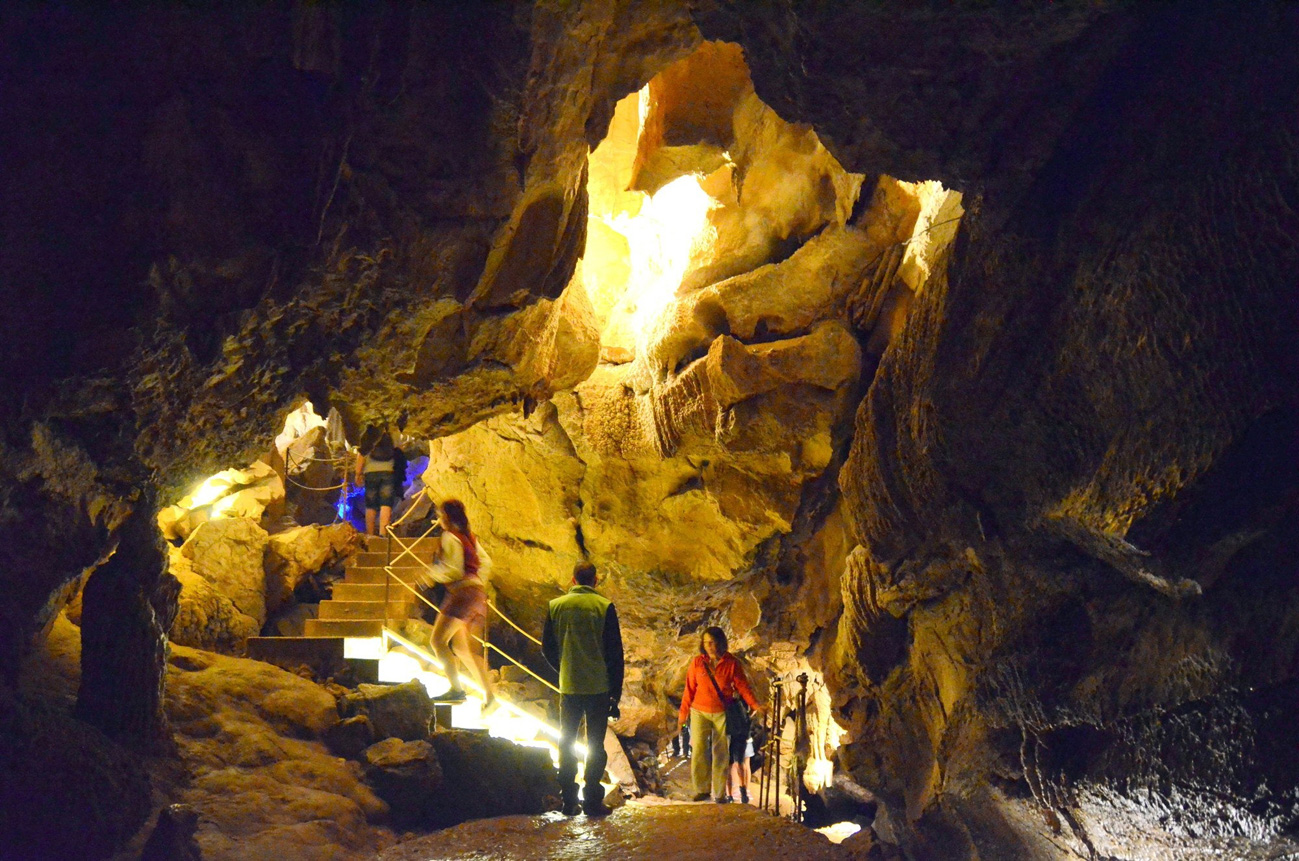
Une salle.